# NP-трудность

Диаграмма Эйлера взаимоотношения между классами сложности P, NP,
NP-complete (NP-полными задачами), NP-hard (NP-трудными задачами) в случае, если P≠NP и если P=NP

В теории сложности вычислений NP-трудность (недетерминированная полиномиальная трудность по времени) является определяющим свойством класса задач, которые, неформально, «по крайней мере так же сложны, как самые сложные задачи в NP». Простым примером NP-трудной задачи является задача о сумме подмножеств.
Формальное определение: задача разрешимости {\displaystyle H} является NP-трудной, если любая задача {\displaystyle L} из NP может быть сведена за полиномиальное время к {\displaystyle H}. Эквивалентно условие требует, чтобы каждая задача {\displaystyle L} в NP могла быть решена за полиномиальное время с оракулом для {\displaystyle H}. Как следствие, алгоритм с полиномиальным временем для решения любой NP-трудной задачи даст алгоритмы с полиномиальным временем для всех задач в NP.
Считается что алгоритмов с полиномиальным временем для NP-трудных задач не существует, но это не доказано (см. проблему P≠NP). Более того, класс P, в котором все задачи решаются за полиномиальное время, содержится в классе NP.
Некоторые NP-трудные задачи оптимизации могут быть полиномиально аппроксимированы до некоторого постоянного (константного) коэффициента аппроксимации (в частности, в APX) или даже до любого коэффициента аппроксимации (в PTAS или FPTAS).

## Наименования классов в NP-трудности
NP-трудные задачи не обязательно должны быть элементами класса сложности NP. Поскольку в теории вычислительной сложности класс NP является ключевым, он используется в качестве основы для следующих классов:
NP
Класс вычислительных задач принятия решений, для которых любое заданное положительное решение может быть проверено как решение за полиномиальное время с помощью детерминированной машины Тьюринга (или решено с помощью недетерминированной машины Тьюринга за полиномиальное время).
NP-hard (NP-трудные)
Класс задач, которые не менее сложны, чем самые сложные задачи в NP. Проблемы, которые являются NP-трудными, не обязательно должны быть элементами NP; на самом деле, такие проблемы могут быть даже неразрешимы.
NP-complete (NP-полные)
Класс задач разрешимости, который содержит самые сложные проблемы в NP. Каждая NP-полная задача должна быть в NP и сводиться к любой другой задаче из NP-полных.
NP-intermediate (NP-промежуточные)
Класс промежуточных задач разрешимости между P и NP-полными, в предположении различности классов P и NP. (Если P=NP, то не существует NP-промежуточных, так как каждая задача из NP (и P) в этом случае сводится к NP-полным, которые в свою очередь в этом случае лежат в NP и, соответственно, в P)

## Примеры
Задача о сумме подмножеств: есть ли в заданном наборе целых чисел непустое их подмножество, дающее в сумме ноль? Это задача разрешимости, и она является NP-полной.
Задача коммивояжера — оптимизационная задача поиска циклического маршрута с наименьшей стоимостью через все узлы взвешенного графа. Это NP-трудная задача.
Проблема остановки — задача, являющаяся NP-трудной, но не NP-полной. Задача звучит: «Дана программа и её ввод, остановится ли программа?» Легко доказать, что проблема остановки NP-трудна, но не NP-полна — булева проблема выполнимости может быть сведена к проблеме остановки путем преобразования её в описание машины Тьюринга, которая пробует все возможные входные данные, и когда она находит те, которые удовлетворяют формуле, она останавливается, а в противном случае входит в бесконечный цикл. Также проблема остановки не содержится в NP, так как все проблемы в NP разрешимы за конечное число операций, а проблема остановки неразрешима.
Существуют NP-трудные задачи, которые не являются ни NP-полными, ни неразрешимыми . Например, язык истинных квантифицированных булевых формул разрешим в полиномиальном пространстве, но не в недетерминированном полиномиальном времени (если верно NP ≠ PSPACE).
Все NP-полные задачи автоматически являются NP-трудными.

## Области применения
С NP-трудными проблемами сталкиваются чаще всего в таких сферах, как:
- Приблизительные вычисления
- Конфигурация
- Криптография
- Сбор данных
- Поддержка при принятии решения
- Филогенетика
- Планирование
- Расписания
- Маршрутизация